# Podalyria hirsuta
Podalyria hirsuta là một loài thực vật có hoa trong họ Đậu. Loài này được (Aiton) Willd. miêu tả khoa học đầu tiên.